# パワーシリーズ
パワーシリーズ（Power Series）は、日本のコンピュータゲームメーカー・ハドソンが1988年から1998年まで発売していたスポーツゲームのシリーズ作品。
なおハドソンは2012年にコナミデジタルエンタテインメント (KDE) に吸収合併され、現在はKDEが全ソフトの著作権を保有している。 

## 概要
1988年6月24日発売のPCエンジン用野球ゲーム『パワーリーグ』を第1作とする。同作は当時、ハドソンが夏休みシーズンに行っていた全国キャラバンの第4回認定ソフトとなり、PCエンジン用の野球ゲームとしては5月20日に発売されていたナムコの『プロ野球ワールドスタジアム』を凌ぐ人気を博して毎年夏に新データ版が発売される定番タイトルとなった。
当時ハドソンのPCエンジンソフト開発に深く関わったことで知られるプログラマー・岩崎啓眞の証言によれば、中心開発者の奥野仁は野球に興味が無く、本来はゴルフゲームを作りたかったが『パワーリーグ』の売上が好調で続編の発売が決定したことから中々作れず、1989年に、ようやく念願のゴルフゲーム（『パワーゴルフ』）を作れることになったとのこと。これ以後、PCエンジンで「パワー」を冠するスポーツゲームが多数製作され、シリーズ化に至った。
PCエンジン以外で展開されたタイトルは野球、つまり『パワーリーグ』のみであり、1998年に発売されたプレイステーション版『パワーリーグ』がシリーズ最終作となっている。ただし、2000年から2001年にかけてトレーディングカードゲーム『POWER LEAGUE 〜夢のスタジアム〜』が発売されている。

## タイトル一覧
- パワーリーグシリーズ（野球）
  - PCエンジン - 全6作
  - PC-FX - 1作
  - スーパーファミコン - 全4作
  - NINTENDO 64 - 1作
  - プレイステーション - 1作

『パワーリーグ』以外のシリーズ作品は全てPCエンジンのみで発売。
- パワーゴルフ
  - パワーゴルフ2 GOLFER

※ 初作『パワーゴルフ』は、KDEから2020年3月19日に一部ECサイト限定で発売される予定の復刻系テレビゲーム機・PCエンジン miniに海外発売版『 POWER GOLF 』が収録される（海外版はパッケージなどの装丁が現地仕様になっているが、ゲームの内容自体は国内版とほとんど同じ）。
- パワーイレブン（英語版）
- パワースポーツ - 陸上・水泳など6競技18種目のオムニバス。
- パワーテニス